# 悠遊卡投資控股
25°03′32.1″N 121°36′43.5″E / 25.058917°N 121.612083°E
悠遊卡投資控股股份有限公司（EasyCard Investment Holdings Co., Ltd.），簡稱悠遊卡投控、悠遊卡控股，是一間投資控股公司，旗下投資悠遊卡股份有限公司、捷邦管理顧問股份有限公司、台灣行動支付股份有限公司。

## 旗下投資
- 悠遊卡股份有限公司
- 捷邦管理顧問股份有限公司
- 台灣行動支付股份有限公司

## 主要股東
| 持股人                       | 持有股份數 | 百分比 |
| ---------------------------- | ---------- | ------ |
| 臺北大眾捷運股份有限公司     | 18,306,121 | 27.49% |
| 臺北市政府                   | 7,845,479  | 11.78% |
| 神通電腦股份有限公司         | 4,184,254  | 6.28%  |
| 台北富邦商業銀行股份有限公司 | 3,268,949  | 4.91%  |
| 玉山商業銀行股份有限公司     | 3,208,341  | 4.82%  |
| 大南汽車股份有限公司         | 1,736,595  | 2.64%  |
| 財團法人中華顧問工程司       | 1,471,026  | 2.21%  |
| 首都客運股份有限公司         | 1,342,491  | 2.02%  |
| 中興大業巴士股份有限公司     | 332,386    | 0.50%  |

公股的比例總共約佔40%。